# Nikolai Bujalov
Nikolai Petkov Bujalov (en búlgaro: Николай Петков Бухалов; Dabene, 20 de marzo de 1967) es un deportista búlgaro que compitió en piragüismo en la modalidad de aguas tranquilas.
Participó en cuatro Juegos Olímpicos de Verano, entre los años 1988 y 2000, obteniendo una medalla de bronce en Seúl 1988 (C1 1000 m) y dos de oro en Barcelona 1992 (C1 500 m y C1 1000 m).
Ganó catorce medallas en el Campeonato Mundial de Piragüismo entre los años 1986 y 1995, y tres medallas en el Campeonato Europeo de Piragüismo entre los años 1997 y 2000.

## Palmarés internacional
| Juegos Olímpicos   | Juegos Olímpicos          | Juegos Olímpicos  | Juegos Olímpicos |
| Año                | Lugar                     | Medalla           | Competición      |
| ------------------ | ------------------------- | ----------------- | ---------------- |
| 1988               | Seúl (Corea del Sur)      | Medalla de bronce | C1 1000 m        |
| 1992               | Barcelona (España)        | Medalla de oro    | C1 500 m         |
| 1992               | Barcelona (España)        | Medalla de oro    | C1 1000 m        |
| Campeonato Mundial |                           |                   |                  |
| Año                | Lugar                     | Medalla           | Competición      |
| 1986               | Montreal (Canadá)         | Medalla de bronce | C1 500 m         |
| 1989               | Plovdiv (Bulgaria)        | Medalla de bronce | C4 1000 m        |
| 1990               | Poznań (Polonia)          | Medalla de bronce | C1 500 m         |
| 1990               | Poznań (Polonia)          | Medalla de bronce | C4 500 m         |
| 1990               | Poznań (Polonia)          | Medalla de bronce | C4 1000 m        |
| 1991               | París (Francia)           | Medalla de plata  | C1 500 m         |
| 1991               | París (Francia)           | Medalla de plata  | C1 1000 m        |
| 1991               | París (Francia)           | Medalla de bronce | C4 1000 m        |
| 1993               | Copenhague (Dinamarca)    | Medalla de oro    | C1 500 m         |
| 1994               | Ciudad de México (México) | Medalla de oro    | C1 200 m         |
| 1994               | Ciudad de México (México) | Medalla de oro    | C1 500 m         |
| 1994               | Ciudad de México (México) | Medalla de plata  | C1 1000 m        |
| 1995               | Duisburgo (Alemania)      | Medalla de oro    | C1 200 m         |
| 1995               | Duisburgo (Alemania)      | Medalla de oro    | C1 500 m         |
| Campeonato Europeo |                           |                   |                  |
| Año                | Lugar                     | Medalla           | Competición      |
| 1997               | Plovdiv (Bulgaria)        | Medalla de oro    | C1 500 m         |
| 1997               | Plovdiv (Bulgaria)        | Medalla de plata  | C1 1000 m        |
| 2000               | Poznań (Polonia)          | Medalla de bronce | C1 500 m         |